# Wellstedia
Genre
Wellstedia est un genre de plantes à fleurs de la famille des Wellstediaceae.

## Taxinomie
Il est traditionnellement classé dans la famille des Boraginaceae, mais placé dans sa propre famille des Wellstediaceae au sein des Boraginales.
Il y a 11 familles de Wellstediaceae.
Selon GBIF (16 janvier 2024) :
- Wellstedia dinteri Pilg
- Wellstedia filtuensis D.R.Hunt & Lebrun
- Wellstedia laciniata Thulin & A.Johanss.
- Wellstedia robusta Thulin
- Wellstedia socotrana Balf.fil.
- Wellstedia somalensis Thulin & A.Johanss.

## Systématique
Le nom correct complet (avec auteur) de ce taxon est Wellstedia Balf.f..

## Distribution
L'aire de répartition naturelle de ce genre est le Nord Est de l'Afrique tropicale et l'Afrique du Sud